# Josef Jindřich Šlik
Josef Jindřich hrabě Schlik, počeštěně též Šlik (německy Joseph Heinrich Graf Schlik, 14. října nebo 11. listopadu 1754 Vídeň – 13. prosince 1806 nebo 1807 Kopidlno) byl český šlechtic z ostrovské rodové linie Šliků a diplomat.

## Život
Narodil se jako syn hraběte Leopolda Jindřicha Šlika z jeho manželství s Marií Antonií hraběnkou z Frankenbergu.
Hrabě Josef Jindřich se věnoval diplomatické kariéře, v roce 1786 byl vyslancem a zmocněným ministrem u dánského královského dvora v Kodani a v roce 1788 sloužil u mohučského kurfiřtského dvora. Roku 1803 byl jmenován nejvyšším zemským komorníkem a následujícího roku hlavním komisařem na českém zemském sněmu a byl také tajným radou.
Hrabě Josef Jindřich byl ženatý s Filipínou Ludmilou hraběnkou z Nostic-Rienecku. Z tohoto manželství se narodil František Jindřich II., pozdější slavný jezdecký generál. Ten nechal v roce 1846 k výročí sňatku svých rodičů vyrazit medaili. Dílo pražského medailéra Josefa Lercha z Lerchenau je vyobrazena v „Soupisu českých soukromých mincí a medailí“, na desce LIX, č. 129.
Ke zděděným rodovým statkům přikoupil ještě další panství, dříve patřící jeho předkům, Veliš a Vokšice. Hrabě Josef Jindřich již nevyužíval rodového privilegia ražby mincí a nechal je propadnout. O jeho restituci se marně pokusil jeho syn František Jindřich II.

### Závěr života a odkaz
Hrabě Josef Jindřich Šlik zemřel 13. prosince 1807 ve věku 53 let. Na jeho náhrobku v Kopidlně je latinský nápis, který lze přeložit takto: „Ve své době byl zářným příkladem přívětivosti, dobročinnosti a staré věrnosti, ozdobou šlechty a velikánů Čechů".[zdroj?]
Jeho žena Filipína Ludmila, která svého manžela přežila o 37 let, nechala vystavět velkolepý areál v Jičíněvsi, dále stavěla či opravovala kostely a školy na šlikovských panstvích.